# الحركة الديمقراطية النيجيرية للاتحاد الإفريقي
الحركة الديمقراطية النيجيرية للاتحاد الأفريقي (بالفرنسية: Mouvement démocratique nigérien pour une fédération africain) هو حزب سياسي في النيجر بقيادة حما أمادو.

## التاريخ
تأسس الحزب في 12 مايو 2009. لم يخض الانتخابات البرلمانية لعام 2009، لكنه خاض الانتخابات العامة لعام 2011، وقدم أمادو كمرشح رئاسي؛ احتل المركز الثالث بنسبة 20٪ من الأصوات. وفاز في الانتخابات النيابية بـ 23 مقعداً من أصل 113 مقعداً في الجمعية العمومية.
ترشح أمادو للرئاسة مرة أخرى في الانتخابات العامة لعام 2016. واحتل المركز الثاني في الجولة الأولى، وحصل على 18٪ من الأصوات، وتأهل للدور الثاني. ومع ذلك، قاطع الحزب الجولة الثانية، مما أدى إلى فوز محمد يوسفو بنسبة 92٪ من الأصوات. وشهدت الانتخابات أيضا فوز الحزب بـ 25 مقعدا في الجمعية العمومية من أصل 171 مقعدا.
المغنية هامسو جاربا من أبرز المؤيدين للحزب، مما أدى إلى سجنها لفترة وجيزة في نيامي عام 2016.

## نتائج الانتخابات

### رئيس النيجر
| انتخابات | المرشح     | الأصوات     | %           | الأصوات      | %            | النتيجة  |          |
| انتخابات | المرشح     | الدور الأول | الدور الأول | الدور الثاني | الدور الثاني | النتيجة  |          |
| -------- | ---------- | ----------- | ----------- | ------------ | ------------ | -------- | -------- |
| 2011     | حماة أمادو | 653,737     | 19.8 (#3)   | -            | -            | خسر      |          |
| 2016     | حماة أمادو | 824,500     | 17.3 (#2)   | 332,292      | 7.5 (#2)     | خسر      |          |
| 2020-21  | لم يشارك   | لم يشارك    | لم يشارك    | لم يشارك     | لم يشارك     | لم يشارك | لم يشارك |

### الجمعية الوطنية
| انتخابات | الزعيم     | الأصوات | %         | المقاعد  |
| -------- | ---------- | ------- | --------- | -------- |
| 2011     | حماة أمادو | 637,108 | 19.7 (#3) | 23 / 113 |
| 2016     | حماة أمادو | 615,393 | 12.9 (#2) | 25 / 171 |
| 2020     | حماة أمادو | 410,311 | 8.7 (#2)  | 19 / 171 |

## روابط خارجية
- الموقع الرسمي